# Chaetonotus scutatus
Chaetonotus scutatus är en djurart som tillhör fylumet bukhårsdjur, och som beskrevs av Saito 1937. Chaetonotus scutatus ingår i släktet Chaetonotus och familjen Chaetonotidae. Inga underarter finns listade i Catalogue of Life.